# NGC 867
NGC 867 (другие обозначения — NGC 875, UGC 1760, MCG 0-6-60, ZWG 387.65, KCPG 62A, PGC 8718) — галактика в созвездии Кит.
Этот объект занесён в новый общий каталог несколько раз, с обозначениями NGC 867, NGC 875.
Этот объект входит в число перечисленных в оригинальной редакции «Нового общего каталога».
Предположения Д'Арре и Джона Дрейера о том, что NGC 875 и NGC 867 — одна из та же галактика, всегда приводили к тому, что эта эквивалентность считалась почти достоверной, но она не так достоверна, как хотелось бы.
Считается, что NGC 867 и IC 218 являются физической парой, поскольку, исходя из схожих лучевых скоростей, находятся на одном расстоянии, однако Гарольд Корвин не считает IC 218 компаньюном NGC 867.